# Chiesa dell'Assunzione di Maria Vergine (Terenzo)
La chiesa dell'Assunzione di Maria Vergine è un luogo di culto cattolico dalle forme romaniche e neoclassiche, situato in strada Romea a Cassio, frazione di Terenzo, in provincia e diocesi di Parma; è sede di una parrocchia compresa nella zona pastorale della Montagna.

## Storia
Il luogo di culto fu costruito lungo la via Francigena entro il XII secolo, ma la più antica testimonianza della sua esistenza risale al 1230, quando la cappella fu citata nel Capitulum seu Rotulus Decimarum della diocesi di Parma.
Entro il 1564 la chiesa fu elevata a sede di parrocchia autonoma, intitolata all'Assunzione di Maria.
Intorno al 1600 l'antico edificio, ormai in rovina, fu quasi completamente ricostruito.
Nel 1944 la chiesa fu pesantemente danneggiata dai bombardamenti alleati, che causarono il crollo della zona absidale; al termine del conflitto furono avviati i lavori di riedificazione delle parti distrutte, che furono completate nel 1950.
Tra il 1960 e il 1970 il luogo di culto fu sottoposto a interventi di ristrutturazione, col completo rifacimento delle coperture.
Il 23 dicembre del 2008 un forte terremoto colpì tutto il territorio; tra il 2010 e il 2012 la chiesa fu sottoposta a lavori di restauro e di consolidamento strutturale su progetto dell'ingegner Carlo Castagneti.

## Descrizione

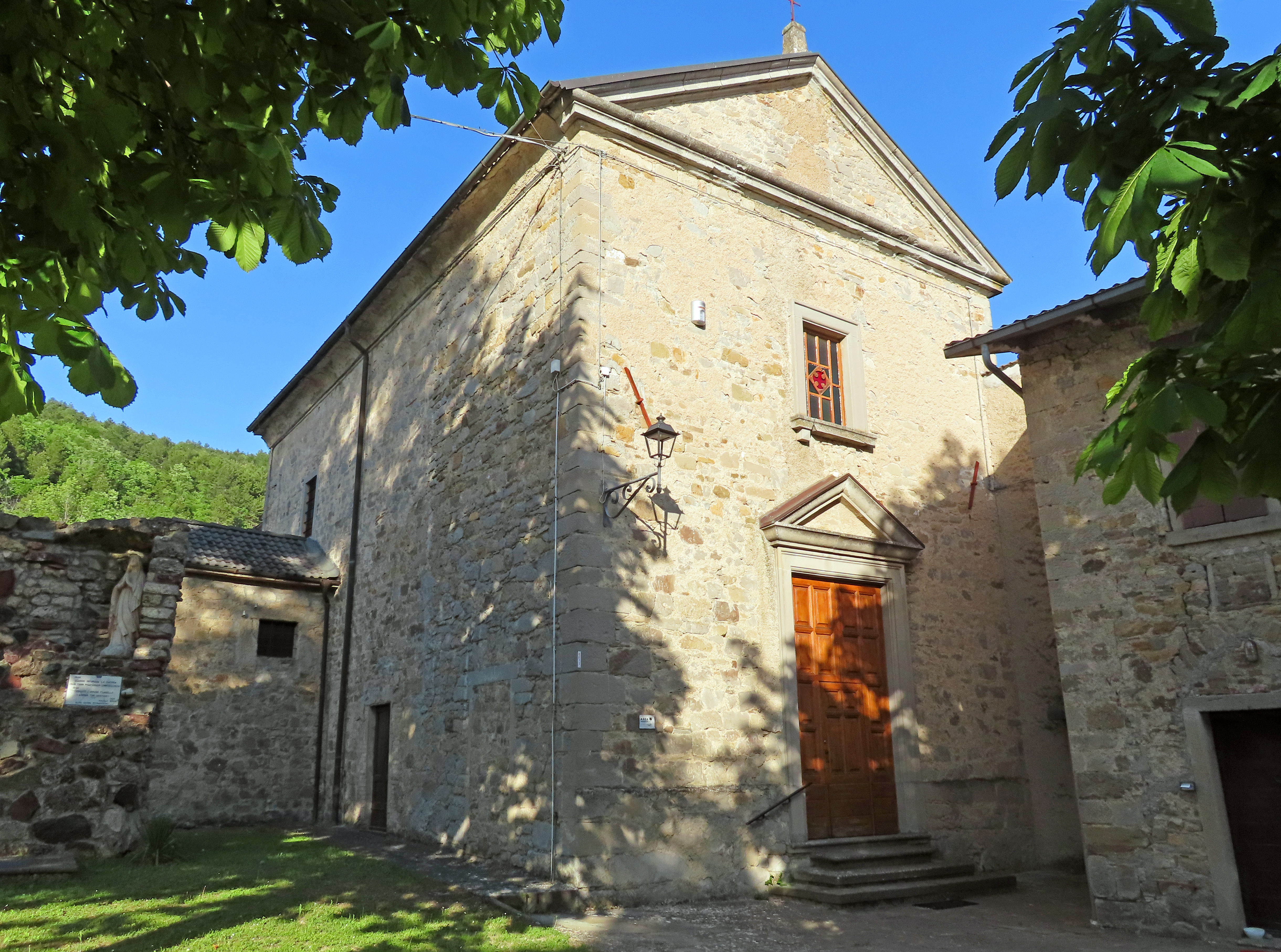
Facciata e lato nord

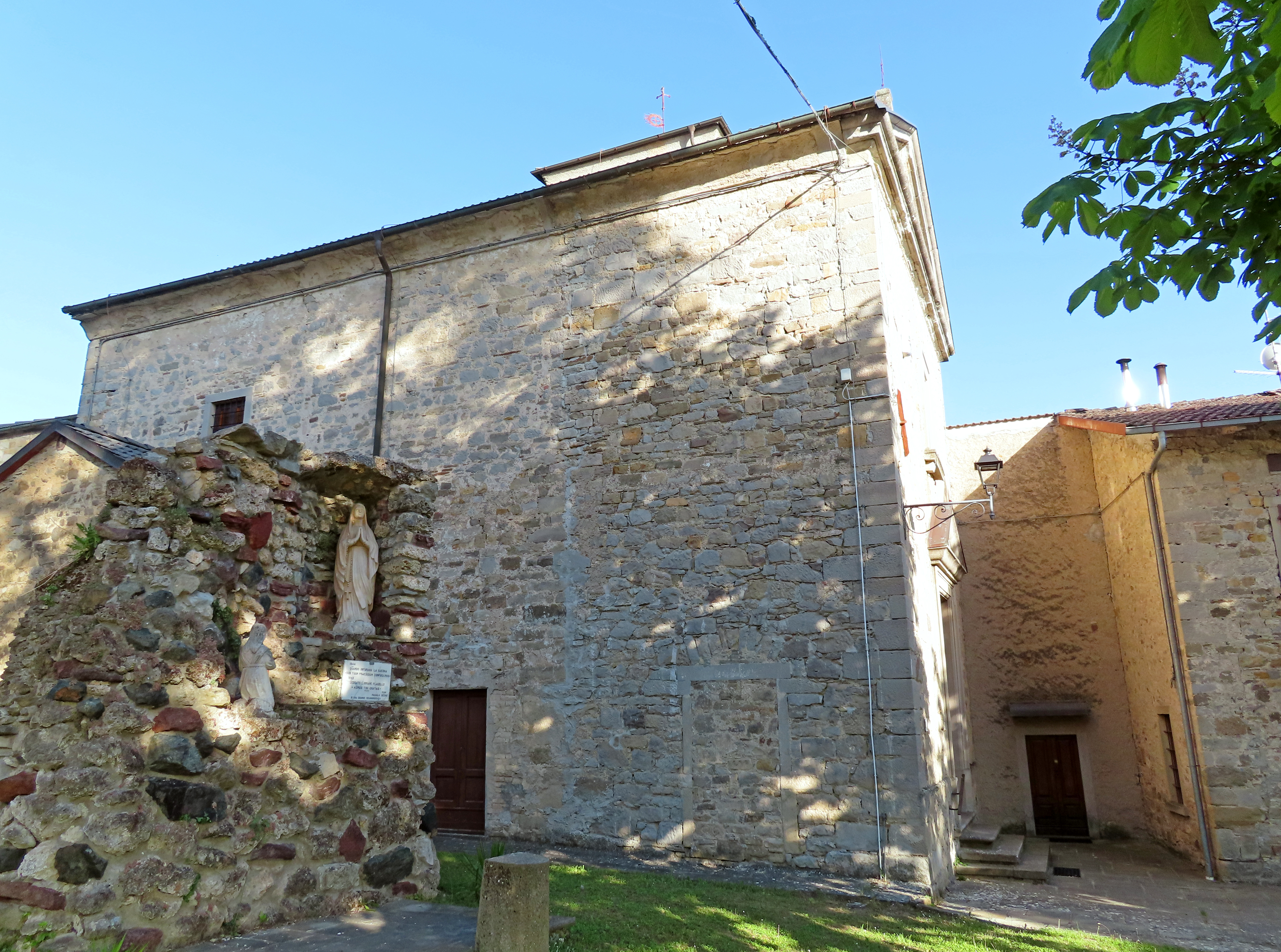
Lato nord

La chiesa si sviluppa su un impianto a navata unica affiancata da una cappella per lato, con ingresso a ovest e presbiterio absidato a est.
La simmetrica facciata a capanna, interamente rivestita in pietra a maglia irregolare come il resto dell'edificio, è delimitata dagli spigoli in bugnato; al centro si erge su una breve gradinata l'ampio portale d'ingresso, inquadrato da una cornice modanata in pietra e sormontato da un frontone triangolare; più in alto si apre una piccola finestra incorniciata, mentre in sommità si staglia il frontone triangolare di coronamento, con cornice in rilievo.
Dai fianchi aggettano i bassi volumi delle cappelle laterali; al termine del lato destro si eleva il massiccio campanile; la cella campanaria si affaccia sulle quattro fronti attraverso ampie monofore ad arco a tutto sesto.
All'interno la navata intonacata, coperta da una volta a botte lunettata, è affiancata da una serie di paraste in pietra coronate da capitelli dorici a sostegno del cornicione perimetrale modanato; le cappelle laterali, chiuse superiormente da volte a botte lunettate, si affacciano simmetricamente sull'aula attraverso ampie arcate a tutto sesto.
Il presbiterio, lievemente sopraelevato, è preceduto dall'arco trionfale a tutto sesto; l'ambiente, coperto da una volta a botte, accoglie l'altare maggiore a mensa in pietra, aggiunto intorno al 1980; sulla sinistra è conservato un pregevole affresco raffigurante i Santi Giovanni Battista e Benedetto, dipinto tra il 1425 e il 1430; sul fondo l'abside è chiusa superiormente dal catino a semicupola.